# Греческие боги Перси Джексона
Греческие боги Перси Джексона — сборник рассказов о греческой мифологии, рассказанных от лица Перси Джексона. Написан Риком Риорданом и выпущен 19 августа 2014 года.

## История создания
21 апреля 2013 года Рик Риордан объявил в своём аккаунте в Twitter, что он пишет новую книгу, основанную на рассказах из греческой мифологии с точки зрения Перси Джексона. Позже он подтвердил это в своём блоге. Джон Рокко, иллюстратор книги, объявил, что в книге будет 60 полноцветных картин, нарисованных им, и показал одну, изображающую похищение Персефоны Аидом.
Во время тура «Кровь Олимпа» Рик Риордан объявил о выпуске сиквела под названием «Греческие герои Перси Джексона», который выйдет 18 августа 2015 года.